# دیمبستال
دیمبستال (به فرانسوی: Dimbsthal) یک کمون در فرانسه با جمعیت ۳۲۳ نفر است که در Canton of Marmoutier واقع شده‌است.